# Good Girl Gone Bad: The Remixes
Good Girl Gone Bad: The Remixes war das erste Remixalbum der barbadischen Pop- und R&B-Sängerin Rihanna. Es erschien am 27. Januar 2009 in Deutschland, in Europa war es ab dem 2. Februar erhältlich. Es beinhaltete ausschließlich Remix-Versionen der Lieder ihres dritten Studioalbums Good Girl Gone Bad beziehungsweise der Reloaded-Version dieses Albums Good Girl Gone Bad: Reloaded.

## Hintergrund und Veröffentlichung
Das erste Remixalbum Rihannas erschien am 27. Januar 2009, circa acht Monate nach der Veröffentlichung des Albums Good Girl Gone Bad, woher die meisten Lieder stammen. Die Good Girl Gone Bad: Reloaded-Version des Albums war im Juni 2008 erstmals erschienen. Am 23. November 2009 folgte das vierte Studioalbum der Musikerin, Rated R.
Dieses Remixalbum enthielt nicht die gleichen Lieder wie die Bonus-CD der Good Girl Gone Bad-Deluxe-Edition, die ebenfalls ausschließlich Remix-Versionen ihrer Lieder beinhaltete, welche jedoch nicht alle aus dem erwähnten Album stammten und zudem noch einige andere Lieder von diesem enthielt.

## Titelliste
| #   | Titel                      | Songwriting                                                                               | Remix                            | Länge |
| --- | -------------------------- | ----------------------------------------------------------------------------------------- | -------------------------------- | ----- |
| 1.  | Umbrella (featuring Jay-Z) | Christopher Stewart, Terius Nash, Thaddis Harrell, Shawn Carter                           | Seamus Haji & Paul Emanuel Remix | 3:58  |
| 2.  | Disturbia                  | Robert Allen, Andre Merritt, Chris Brown, Brian Kennedy                                   | Jody den Broeder Remix           | 3:51  |
| 3.  | Shut Up and Drive          | Carl Sturken, Evan Rogers, Stephen Morris, Peter Hook, Bernard Sumner, Gillian Gilbert    | The Wideboys Remix               | 3:39  |
| 4.  | Don’t Stop the Music       | Tor Erik Hermansen, Mikkel S. Eriksen, Tawanna Dabney, Michael Jackson                    | Jody den Broeder Remix           | 3:09  |
| 5.  | Take a Bow                 | Tor Erik Hermansen, Mikkel S. Eriksen, Shaffer Smith                                      | Tony Moran & Warren Riggs Remix  | 4:02  |
| 6.  | Breakin’ Dishes            | Christopher Stewart, Terius Nash                                                          | Soul Seekerz Remix               | 3:19  |
| 7.  | Hate That I Love You       | Tor Erik Hermansen, Mikkel S. Eriksen, Shaffer Smith                                      | K-Klassic Remix                  | 3:58  |
| 8.  | Question Existing          | Shaffer Smith, Shea Taylor, Shawn Carter                                                  | The Wideboys Remix               | 3:40  |
| 9.  | Push Up on Me              | Jonathan Rotem, Makeba Riddick, Lionel Richie, Cynthia Weil                               | Moto Blanco Remix                | 3:28  |
| 10. | Good Girl Gone Bad         | Tor Erik Hermansen, Mikkel S. Eriksen, Shaffer Smith, Lene Marlin                         | Soul Seekerz Remix               | 3:28  |
| 11. | Say It                     | Makeba Riddick, Quaadir Atkinson, Ewart Brown, Clifton Dillon, Sly Dunbar, Brian Thompson | Soul Seekerz Remix               | 4:20  |
| 12. | Umbrella                   | Christopher Stewart, Terius Nash, Thaddis Harrell, Shawn Carter                           | Lindbergh Palace Remix           | 3:53  |

## Kommerzieller Erfolg
Das Album erreichte Rang 106 in den Billboard-200-Charts, in denen es sich vier Wochen lang halten konnte. Außerhalb der USA konnte dieses Album keine nennenswerten Chartplatzierungen erreichen. Bis zum 27. Februar 2011 konnte Rihanna in den USA rund 54.000 CDs des Albums absetzen.

## Rezeption
Das Album bekam meistens positive Kritik. Ein Beispiel:

„If you've worn out the original album and don't know the remixes, the disc will certainly help pass the time before Rihanna's fourth album, especially if any of it is spent on freeways -- but the ten best full-length remixes (at 80 minutes) instead of 12 edited remixes (at 45 minutes) would've been the better way to go.“

| ChartsChartplatzierungen       | Höchstplatzierung | Wochen |
| ------------------------------ | ----------------- | ------ |
| Vereinigte Staaten (Billboard) | 106 (4 Wo.)       | 4      |